# Max Montua
Max Montua (né le 18 mai 1886 à Prust, arrondissement de Schwetz et mort le 20 avril 1945 à Dahme/Mark) est un marchand et officier allemand, plus récemment un SS-Brigadeführer et un major général de la police.

## Biographie
Montua est un marchand et sert pendant la Première Guerre mondiale dans le 3e régiment à pied de la Garde. En 1919, il est libéré de l'armée et entre dans la police. Il devient membre du NSDAP en 1933 (numéro de membre 1.988.331).
Pendant la Seconde Guerre mondiale, Montua travaille de 1939 à 1940 en tant que commandant de l'Ordnungspolizei (KdO) à Cracovie. De mars 1940 à juin 1941, il dirige le régiment de police "Warschau" et également le KdO de Varsovie. De l'été 1941 à janvier 1942, Montua est affecté comme commandant au régiment central de police. Avant l'élimination des Juifs à Białystok, il publie un ordre le 11 juillet 1941 stipulant : "Les impressions de la journée doivent être brouillées en organisant des soirées de camaraderie". Montua participe à la conférence de Moguilev, dirigée par le général d'infanterie Max von Schenckendorff, commandant de la zone arrière du groupe d'armées Centre et qui marque un accroissement de la coopération entre la Wehrmacht et la SS. Dans le catalogue de la première exposition de la Wehrmacht, elle est décrite comme «l'école de la terreur». 61 officiers du haut commandement de l'armée, du groupe d'armées Centre, des divisions de sécurité, des bureaux de commandement de campagne, des inspecteurs économiques, de la police de réglementation et des SS ont participé au cours. Ceux-ci sont censés servir de multiplicateurs pour faire connaître les méthodes contre les partisans dans la zone arrière de l'armée centrale. Les participants au cours prennent également part à deux activités dans les villages. Une fois, un village est fouillé par le régiment central de police sous le lieutenant-colonel Montua et une autre fois, un "nid de partisans" est déterré. Les partisans ne sont pas trouvés, mais certains juifs sont fusillés.
Il rejoint les SS en septembre 1943 (SS n°411.971) et accède au poste de Brigadeführer la même année. Montua devient chef de la police à Posen en 1943. En avril 1945, il se suicide,,.